# Jun'ichi Masuda
Jun'ichi Masuda (増田 順一?, Masuda Jun'ichi; Yokohama, 12 gennaio 1968) è un compositore e autore di videogiochi giapponese.
Game director della serie Pokémon da Pokémon Rubino e Zaffiro a Pokémon X e Y, dal giugno 2022 fa parte del management di The Pokémon Company.

## Biografia
Specializzato nella composizione di musica per videogiochi, ha composto le musiche dell'intera serie di videogiochi Pokémon e di Pulseman (un videogioco della Game Freak per il Sega Mega Drive).
Le sue musiche sono state adattate da Shinji Miyazaki per l'anime Pokémon.
Masuda ha inoltre disegnato la regione di Hoenn ed è stato nominato direttore responsabile dei videogiochi Pokémon Diamante e Perla per Nintendo DS.
Ha dichiarato in varie interviste che i suoi Pokémon preferiti sono Pichu e Victini.